# هالووین ۵: انتقام مایکل مایرز
هالووین ۵: انتقام مایکل مایرز (انگلیسی: Halloween 5: The Revenge of Michael Myers) فیلمی در ژانر ترسناک و اسلشر است که در سال ۱۹۸۹ منتشر شد.

## بازیگران
- دونالد پلیسنس
- دانیل هریس
- وندی کاپلان
- الی کرنل
- متیو واکر
- تروی اوانز
- گریگوری نیکوترو
- دن شنکس